# Toronto Croatia
C.N.S.C. Toronto Croatia (Croatian National Sports Club Toronto Croatia) es un equipo de fútbol canadiense, fundado en 1956. El equipo es miembro de la Canadian Soccer League, la máxima división del fútbol canadiense, y juega en la International Division.
Los croatas juegan sus partidos de local en el Centennial Park Stadium, de la ciudad de Etobicoke, Ontario. Los colores del club son el rojo, el blanco y el azul, como los de la Selección de fútbol de Croacia. Esos colores del club se mantienen desde los inicios del club. También participa de la liga Croata-Norteamericana de fútbol.

## Historia

### Historia en liga
| Año  | División | Liga | Temporada regular  | Play-offs        |
| ---- | -------- | ---- | ------------------ | ---------------- |
| 1963 | "1"      | NSL  | 7.º                |                  |
| 1964 | "1"      | NSL  | 7.º                |                  |
| 1965 | "1"      | NSL  | 6.º                |                  |
| 1966 | "1"      | NSL  | 4.º                | Final            |
| 1967 | "1"      | NSL  | 9.º                |                  |
| 1970 | "1"      | NSL  | 1.º                |                  |
| 1971 | "1"      | NSL  | 1.º                | Campeón          |
| 1972 | "1"      | NSL  | 1.º                |                  |
| 1973 | "1"      | NSL  | 1.º                |                  |
| 1974 | "1"      | NSL  | 3.º                | Campeón          |
| 1975 | "1"      | NSL  | 9.º                |                  |
| 1976 | "2"      | NSL  | 2.º                |                  |
| 1977 | "1"      | NSL  | 9.º                |                  |
| 1978 | "1"      | NSL  | 9.º                |                  |
| 1979 | "1"      | NSL  | 11.º               |                  |
| 1980 | "1"      | NSL  | 11.º               |                  |
| 1981 | "1"      | NSL  | 5.º                |                  |
| 1982 | "1"      | NSL  | 10.º               |                  |
| 1983 | "1"      | CPSL | 4.º                |                  |
| 1992 | "1"      | NSL  | ?                  | Campeón          |
| 1993 | "1"      | NSL  | ?                  | ?                |
| 1994 | "1"      | CISL | ?                  | ?                |
| 1995 | "1"      | CISL | ?                  | Campeón          |
| 1996 | "1"      | CISL | ?                  | Campeón          |
| 1997 | "1"      | CNSL | 2.º                | Cuartos de final |
| 1998 | "1"      | CPSL | 8.º                | No clasificado   |
| 1999 | "1"      | CPSL | 2.º                | Final            |
| 2000 | "1"      | CPSL | 2.º                | Campeón          |
| 2001 | "1"      | CPSL | 6.º                | No clasificado   |
| 2002 | "1"      | CPSL | 1.º, oeste         | Semifinal        |
| 2003 | "1"      | CPSL | 3.º, oeste         | Semifinal        |
| 2004 | "1"      | CPSL | 2.º, oeste         | Campeón          |
| 2005 | "1"      | CPSL | 2.º, Este          | Semifinal        |
| 2006 | "1"      | CSL  | 2.º, Internacional | Semifinal        |
| 2007 | "1"      | CSL  | 2.º, Internacional | Campeón          |
| 2008 | "1"      | CSL  | 3.º, Internacional | Cuartos de final |
| 2009 | "1"      | CSL  | 2.º, Internacional | Semifinal        |
| 2010 | "1"      | CSL  | 8.º                | Semifinal        |
| 2011 | "1"      | CSL  | 2.º                | Campeón          |
| 2012 | "1"      | CSL  | 1.º                | Campeón          |

## Expresidentes importantes
- Josip Cvitanović

## Ex entrenadores notables
- Miroslav Buljan
- Tom Granić

## Plantilla Actual

### Exjugadores importantes
| - Željko Bilecki - Jaimie Boulianne - John Coyle - Željko Ðukić - Robert Fran - Tom Granić - Robert Grnja - Goran Grubesić - Zvjezdan Kresić - Leo Marasović - Rudi Spaić - Antonijo Zupan - Mario Zupetić - Mladen Pralija - Zeljko Maretic | - Drago Santic - Velemir Crljen - Anton Granic - Frank Delisimunovic - Marijan Bilic - Jerko Granic - Boris Marić - Domagoj Sain - Boris Tomać - Silvano Rajković - Mario Kuliš - Peter Čurić - David Kadoić - Tomislav Pavićić - Nikica Pavić - George Azcurra - Joseph Cosentino - Ainsley Deer - Roy Blanche |

## Personal
Dirigentes
Presidente
- Joe Pavicić

Secretario
- Joe Zaradic

Manager
- Ivan Kulis

Director de Deportes
- Tom Granić

Deporte
Entrenador
- Velemir Crljan

Asistente del Entrenador
- Milodrag Akmadzić

Entrenador Físico
Entrenador Técnico
Entrenador de Arqueros
- Kruno Culjak

Médico
Masajeador
Fisicoterapeuta
- Rachel Leroux

## Palmarés
- National Soccer League (4): 1970, 1971, 1972, 1973
- NSL Cup Champions (2): 1971, 1972
- NSL Playoff Champions (2): 1971, 1974
- Canadian National Soccer League (1): 1992
- CNSL Cup Champions (4): 1988, 1989, 1992, 1993
- Canadian International Soccer League (2): 1995, 1996
- Canadian Soccer League (5): 2000, 2004, 2007, 2011, 2012
- Croatian World Club Championship (1): 2007